# Mariana Marrache
Pour les articles homonymes, voir Marrache.
Les références contenues dans cet article à des textes publiés en caractères arabes furent translittérées en caractères latins selon la norme ISO 233-2 (1993).
Mariana bint Fathallah ben Nasrallah Marrache (en arabe : مريانا بنت فتح الله بن نصر الله مرّاش), née en 1848 à Alep, où elle mourut en 1919, fut une écrivaine et poétesse syrienne du XIXe siècle, du mouvement Nahda (la renaissance arabe). Elle raviva la tradition des salons littéraires dans le monde arabe et fut la première Syrienne à publier un recueil de poèmes. Elle écrivit aussi dans la presse arabe.

## Biographie
Mariana Marrache naquit à Alep, en Syrie ottomane, dans une ancienne famille de marchands melchites connus pour leurs intérêts littéraires. Parvenue à une certaine aisance matérielle au XVIIIe siècle, sa famille avait depuis néanmoins traversé des troubles : un membre de sa famille, Botros Marrache, fut martyrisé par des fondamentalistes orthodoxes en avril 1818. D'autres melchites furent exilés d'Alep durant les persécutions, dont le prêtre Jibraïl Marrache. Le père de Mariana, Fathallah Marrache, essaya de désamorcer le conflit sectaire en écrivant un traité en 1849, dans lequel il rejetait le Filioque. Il avait créé une grande bibliothèque privée, qui servit à l'éducation de ses trois enfants Francis, Abdallah et Mariana, notamment dans la langue arabe et la littérature. La mère de Mariana était apparentée au patriarche Demetrius Antachi.
Alep était à l'époque un grand pôle littéraire et philosophique de l'Empire ottoman, rassemblant de nombreux penseurs et écrivains soucieux de l'avenir des Arabes. Ce fut dans les écoles missionnaires françaises que les trois enfants Marrache apprirent l'arabe avec le français, et d'autres langues étrangères (l'italien et l'anglais). Fathallah plaça sa fille âgée de cinq ans dans une école maronite. Plus tard, Mariana fut éduquée par les nonnes de Saint Joseph à Alep. En plus de l'enseignement qu'elle reçut dans ces écoles qui l'exposèrent aux cultures française et anglo-saxonne, elle fut éduquée par son père et ses frères, particulièrement au sujet de la littérature arabe. Les premières biographies de Mariana mentionnent qu'elle excellait en français, en arabe et en mathématiques, et qu'elle jouait du kanoun et chantait d'une belle façon.
Bien qu'elle eût de nombreux prétendants, elle souhaita dans un premier temps rester célibataire. Toutefois, on la persuada de se marier après que sa mère mourut.

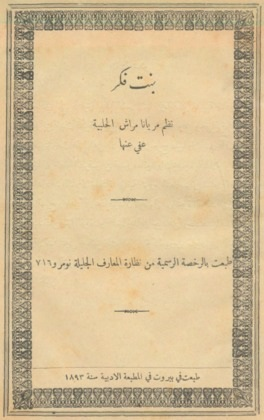
Page de titre de ISO 233-2 (1993)..

En 1870, Marrache commença à contribuer à des journaux, notamment Al-Ǧinān et Lisān al-ḥāl, tous deux de Beyrouth, par des articles et des poèmes. Dans ses articles, elle critiquait la condition des femmes arabes, pressant celles-ci—quelle que fût leur appartenance religieuse—à s'éduquer et s'exprimer sur les sujets qui leur importaient. Son recueil de poèmes Bint fikr fut publié à Beyrouth en 1893. Marrache obtint des autorités ottomanes la permission de publier son livre après qu'elle composa un poème encensant le sultan Abdulhamid II. Dans certains des nombreux autres panégyriques inclus dans son recueil, elle loua des gouverneurs ottomans d'Alep.
Marrache écrivit aussi une histoire de la Syrie ottomane tardive, [Tārīẖ] [Sūriyā] al-ḥadīṯ, la première traitant de cette période.

Marrache avait une fois voyagé en Europe, et fut impressionnée par ce qu'elle y vit. Ainsi que l'a écrit Joseph T. Zeidan :

« À son retour à Alep, Mariana Marrache transforma sa maison en un lieu de rassemblement pour un groupe d'écrivains célèbres qui s'y retrouvèrent régulièrement pour cultiver leurs amitiés réciproques et discuter de littérature, de musique et de problèmes politiques et sociaux. »

Cependant, d'après Joseph T. Zeidan, il n'est pas prouvé qu'elle créa son salon après en avoir vu de similaires en Europe ; dans tous les cas, elle ne le créa pas à partir de rien, car la plupart des participants étaient des visiteurs réguliers de la maison de sa famille, où ils retrouvaient son père et ses deux frères.

## Œuvres

### Liste
| Titre                     | Éditeur                  | Lieu de publication | Date de publication | Traduction du titre en français |
| ------------------------- | ------------------------ | ------------------- | ------------------- | ------------------------------- |
| Bint fikr                 | Al-Maṭba‘aẗ al-adabiyyaẗ | Beyrouth            | 1893                |                                 |
| [Tārīẖ] [Sūriyā] al-ḥadīṯ |                          |                     |                     |                                 |

Textes publiés dans des périodiques
| Titre du texte | Titre du périodique | Date de publication |
| -------------- | ------------------- | ------------------- |
| شامة الجنان    | الجنان              | 1870-07 (15)        |
| جنون القلم     | الجنان              | 1871-07 (13)        |
| مرثية          | الجنان              | 1876-04-30 (9)      |
| الربيع         | الجنان              | 1876-07-15 (14)     |

### Style
Son style poétique a été considéré bien plus traditionnel que celui de son frère Francis.